# چارلز داوننت
چارلز داوننت (انگلیسی: Charles Davenant; ۱۷ نوامبر ۱۶۵۶ – ۶ نوامبر ۱۷۱۴) مرکانتلیست، اقتصاددان، سیاستمدار و رساله‌نویس اهل پادشاهی بریتانیای کبیر بود. وی عضو حزب توری پارلمان و مجلس سن ایوس بود.